# Clair de lune (mélodie)
Pour les articles homonymes, voir Clair de lune (homonymie).
Clair de lune est une mélodie pour voix et piano de Claude Debussy composée en 1882 sur un poème de Paul Verlaine.

## Présentation
Clair de lune est composé fin 1882 sur le poème Clair de lune de Paul Verlaine extrait du recueil Fêtes galantes (Paris, Lemerre, 1869, p. 1),. Debussy est l'un des tout premiers compositeurs à mettre en musique les poèmes de Verlaine.
L'incipit de l'œuvre est : « Votre âme est un paysage choisi ».
La mélodie est dédiée à Marie Vasnier, soprano colorature et première muse du compositeur.
Avec quatre autres mélodies, Debussy intègre Clair de lune à une suite sous le titre de « Fêtes galantes » dans le recueil manuscrit « Chansons » qu'il offre fin 1884 à Mme Vasnier, avec l'envoi suivant : « À Madame Vasnier/Ces chansons qui n'ont jamais/vécues que par elle, et qui perdront/leur grâce charmeresse si jamais plus/elles ne passent par sa bouche/de fée mélodieuse./l'auteur éternellement/reconnaissant/CD. ».
L'ordre de la suite est :
1. Pantomime
2. En sourdine
3. Mandoline
4. Clair de lune
5. Fantoches

Un des manuscrits autographes, Ms. 17716 (1), est conservé à la BnF (no 4 du « recueil Vasnier », ancienne collection Henry Prunières). Un autre est conservé à la Newberry Library de Chicago (provenance : catalogue S. Kra, no 3, décembre 1930, no 8836).
La partition est publiée en 1926, en supplément de La Revue musicale du 1er mai 1926, puis par Jobert en 1969, dans l'album Quatre Chansons de jeunesse (éditée par Arthur Hoérée).
L'œuvre connaît une nouvelle version en 1891 dans le premier recueil de Fêtes galantes du compositeur, sous le même titre et sur le même poème, mais avec une mise en musique complètement différente de cette première version,.
Le musicologue Roger Nichols relève que « lorsque Debussy revint au poème Clair de lune en 1891, il réécrivit complètement sa mélodie. Il n’est pas difficile de comprendre pourquoi : sur le plan métrique, cette première version, qui date de la fin de l’année 1882, est beaucoup plus carrée que celle qui suivit ; elle se compose essentiellement de phrases de quatre mesures (les reprises internes allaient toutefois devenir une caractéristique de son style ultérieur, poussant un critique à le traiter de « bègue ») ».
La durée moyenne d'exécution de la pièce est de trois minutes environ.
Dans le catalogue des œuvres du compositeur établi par le musicologue François Lesure, Clair de lune porte le numéro L 45 (32).

## Discographie
- Debussy : mélodies de jeunesse, Donna Brown et Stéphane Lemelin, ATMA Classique, 2001.
- Claude Debussy : intégrale des mélodies, 4 CD, Liliana Faraon et Magali Léger (sopranos), Marie-Ange Todorovitch (mezzo-soprano), Gilles Ragon (ténor), François Le Roux (baryton), Jean-Louis Haguenauer (piano), Ligia Digital, 2014[7],[8].
- Debussy Songs vol. 4, Lucy Crowe (en) (soprano), Malcolm Martineau (piano), Hyperion Records CDA68075, 2018.
- Claude Debussy : The complete works, CD 19, Natalie Dessay (soprano), Philippe Cassard (piano), Warner Classics, 2018[9].